# Thủy điện Bản Cốc
Thủy điện Bản Cốc là thủy điện xây dựng trên dòng nậm Giải tại vùng đất các xã Châu Kim và Nậm Giải huyện Quế Phong tỉnh Nghệ An, Việt Nam .
Thủy điện Bản Cốc có công suất 18 MW với 3 tổ máy, khởi công cuối năm 2005, hoàn thành tháng 6/2010 .
Thủy điện Bản Cốc nằm trong cụm 3 thủy điện ở huyện Quế Phong với thủy điện Nhạn Hạc và thủy điện Sao Va, khởi công cụm cùng nhau.

## Nậm Giải
Nậm Giải là một phụ lưu của sông Hiếu, chảy ở huyện Quế Phong tỉnh Nghệ An .

## Tác động môi trường dân sinh
Năm 2009 thủy điện Bản Cốc được các nhà xây dựng coi là bước đi đúng hướng, làm bừng sáng miền tây xứ Nghệ . Đó là lúc công trường gần hoàn thành và là những thủy điện đầu tiên trong vùng.
Tuy nhiên năm 2016 nó được liệt kê trong mục "Nhiều bất cập trong quy hoạch, xây dựng thủy điện ở miền tây Nghệ An". Sự phát triển thủy điện nhỏ dày đặc với 72 dự án ở hai huyện Quế Phong và Tương Dương, làm thay đổi cảnh quan môi trường, cũng như mất đất, mất rừng, dẫn đến hệ lụy lũ ống, lũ quét và những vấn đề về tái định cư cho người dân .

## Chỉ dẫn
1. ↑  "Nậm" trong tiếng Tày-Thái đã có nghĩa là nước, sông, suối.